# Girls Educational and Mentoring Services
Girls Educational and Mentoring Servicis (GEMS), en català ‘Serveis d'Educació i Orientació per a Noies', és una organització sense ànim de lucre que ofereix serveis a nenes i noies víctimes de l'explotació sexual i que han estat víctimes de tràfic i explotació per part de traficants i proxenetes.
L'organització es troba a Harlem, Nova York, un dels llocs més comuns de tràfic i explotació infantil. El treball de GEMS es mostra en el documental de l'any 2007 Very Young Girls. Va ser fundada per Rachel Lloyd l'any 1998. L'organització ha ajudat centenars de noies a sortir de la indústria del sexe i poder refer les seves vides. També van fer pressió perquè s'aprovés la llei Safe Harbor Act for Sexually Exploited Youth («Port segur per a les joves sexualment explotades») que disposa que les noies menors de 16 anys que són arrestades a Nova York per prostitució seran tractades com a víctimes i no com a criminals, que és com se solia tractar-les. Durant el setembre del 2008, la llei va ser promulgada.
L'any 2007, Rachel Lloyd, va escriure una autobiografia, titulada Girls like Us («Noies com nosaltres»), en la qual presenta el seu passat com a prostituta i els seus esforços per crear l'organització GEMS.